# Берлинка (село)
Берли́нка — село в Зырянском районе Томской области, Россия. Входит в состав Зырянского сельского поселения.

## География
Село располагается на северо-западе Зырянского района, на берегу реки Берла, несколькими километрами севернее впадающей в реку Цыгановскую протоку Чулыма. По Чулыму проходит административная граница с Первомайским районом. С юга мимо Берлинки проходит автомобильная трасса, соединяющая Больше-Дорохово с Тегульдетом транзитом через Зырянское. Расстояние до Зырянского — чуть больше 1 км на восток по автотрассе. На противоположном берегу Берлы находится посёлок Причулымский.

## Население
| 1926 | 2002 | 2010 | 2012 | 2013 | 2014 | 2015 |
| ---- | ---- | ---- | ---- | ---- | ---- | ---- |
| 1363 | ↘696 | ↘641 | ↘618 | →618 | ↘616 | ↘606 |
| 2016 | 2021 |      |      |      |      |      |
| ↘592 | ↗612 |      |      |      |      |      |

## Социальная сфера и экономика
В посёлке есть фельдшерско-акушерский пункт, средняя общеобразовательная школа, Дом культуры и библиотека.
Основа местной экономической жизни — сельское хозяйство и розничная торговля.